# چوملی
چوملی (به لاتین: Chumli) یک منطقهٔ مسکونی در روسیه است که در شهرستان کایتاگسکی واقع شده‌است.